# ルーマニア国立図書館
ルーマニア国立図書館（ルーマニアこくりつとしょかん、ルーマニア語: Biblioteca Naţională a României）は、ルーマニアの国立図書館である。ルーマニア国内の刊行物の全てを収集するように努めている。

## 2011年の新館

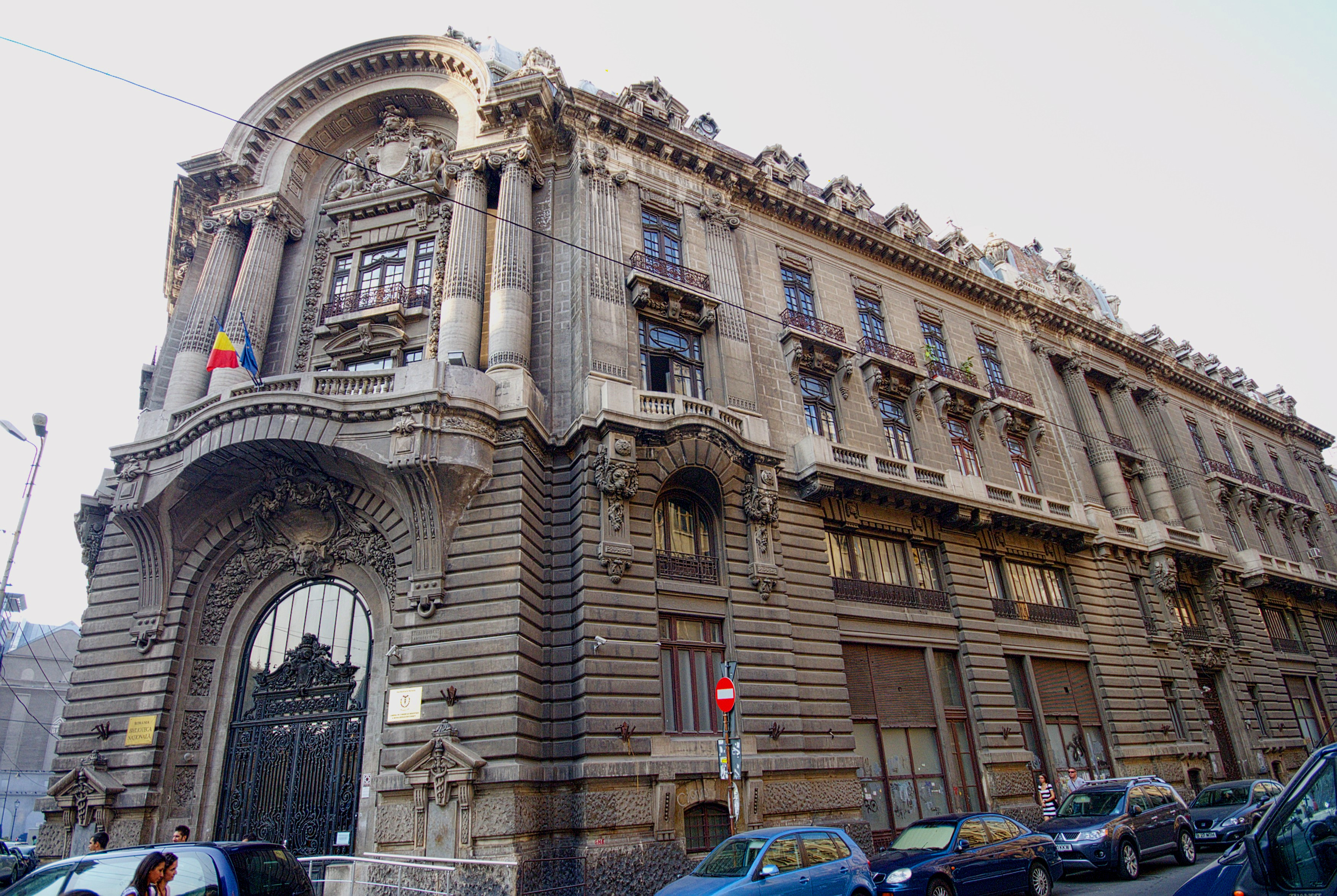
ヨン・ギカ (Ion Ghica) 通りの旧館

1986年から、ピアツァ・ウニリイー (Piaţa Unirii) とネルバ・トライアン (Nerva Traian) の間にある広大な土地で、図書館の建設が始まった。当初の主任建築士はセザール・ラザレスク (Cezar Lăzărescu) だったが、建設が始まった同年に死亡する。1989年には建物の一部が完成あるいは十分な進捗を見せていたが、財政難のために工事が中断してしまう。2009年にプロジェクトが復活し、文化省 (ルーマニア)に割り当てられ、2011年12月15日に竣工した。翌年に開館した。

## 使命
国立図書館は文化省の監督下にある文化施設である。その目的は、文書を購入、保存し、研究学習のために公開することで、国内の出版財産を守ることである。

## 法定納本
1995年文書法定納本法 (nr. 111/1995 privind Depozitul legal de documente) に基づき、ルーマニア国内の刊行物および、ルーマニアの法律によって設立された企業の刊行物は納本しなければならない（第4条第1項）。それぞれ、納本しなければならない部（点）数は、図書・パンフレット・逐次刊行物の抄録は7部（第7条）、逐次刊行物自体、行政資料、教科書、CDやDVDといった視聴覚資料は8点（第7条の1）であり、その他、楽譜・ポスター・マイクロフィルム・稀覯書・博士論文に至るまで、細かく納本部数が定められている。これらの納本は日本のように代償金を請求することはできない（第9条）。

## 収蔵点数
ルーマニア国立図書館は以下の資料を保存している。
- 13,000,000点
- 162点のインキュナブラ
- 20,054冊の古書
- 10,964冊の稀覯書
- 29,350点の視聴覚資料
- 36,759点の古い原稿
- 47,745点の逐次刊行物
- 800点以上の版画
- 70,000点の写真原画